# Hal Crook
Hal Crook (* 28. Juli 1950 in Providence) ist ein US-amerikanischer Jazz-Posaunist.

## Leben und Wirken
Crook hatte als Kind eine klassische Klavierausbildung. Bis 1971 studierte er am Berklee College of Music. Er unterrichtete dann zeitgenössische Musik an Rhode Island School of Music und gründete 1976 mit dem Schlagzeuger Artie Cabral die Rhode Island School of Performing Music. Er gab Kurse an der University of Rhode Island und unterrichtete an der University of California in Los Angeles und San Diego.
1982 gründete Crook die San Diego School of Performing Music (später JazzSchool), an der er bis 1986 unterrichtete. Dann wurde er Professor am Berklee College, wo er unter anderem Arrangement, Komposition, Improvisation und Ensemblespiel unterrichtet. Zwischen 1998 und 2005 war er zudem Visiting Artist in Residence am Thelonious Monk Institute of Jazz. Er veröffentlichte mehrere Lehrbücher über Jazzimprovisation und spielte mehrere Lehr-CDs ein.
Crook komponierte und arrangierte u. a. für Phil Woods, Clark Terry, Herb Pomeroy, Louis Bellson, Artie Shaw, Duke Belaire, Dick Johnson und Nick Brignola und verfasste Kompositionssammlungen für Jazzensembles, eine Auswahl erschien unter dem Titel The Music of Hal Crook – 35 Jazz Originals.
Er war Mitglied des Phil Woods Quintet und trat mit Musikern wie Jerry Bergonzi, George Cables, Joe Diorio, Bill Dobbins, Joe Farrell, George Garzone, Mick Goodrick, Tom Harrell, Woody Herman, John Hicks, Milton Hinton, Thad Jones, Paul Motian, Adam Nussbaum, Lew Tabackin, Clark Terry, Bob Brookmeyer, Daniel Humair und John Medeski auf. Als Bandleader und Sideman nahm er mehr als vierzig Alben auf. Mit der eigenen Band Um (mit Bob Gullotti, Leo Genovese und Dave Zinno) trat er zwischen 1994 und 2008 wöchentlich in Providence (Rhode Island) auf.

## Diskographie als Bandleader
- Creatures of Habit mit Leo Genovese, Take Toriyama, Thompson Kneeland
- Hero Worship mit Paul Motian, Mick Goodrick
- Only Human mit Bob Gullotti, John Lockwood
- Narayani mit Joe Diorio, Steve LaSpina, Steve Bagby
- Conjunction mit Jerry Bergonzi, Walter Schmocker
- Trio I mit Dave Weigert, Yorai Oron
- Trio II mit Dave Weigert, Hans Glawischnig
- Trio III mit Dave Weigert, Hans Glawschnig
- Hello Heaven Phil Woods, Bill Dobbins, Chuck Israels, Bill Goodwin
- Creative Comping for Improvisation, Vol. I, II, III
- Hal Crook Trio mit Mick Goodrick, Marcello Pelletteri

## Bücher
- How to Improvise. Advance Music, 1991, ISBN 3-89221-031-4.
- How to Comp
- Ready, Aim, Improvise!